# Навсегда (песня)
«Навсегда» — сингл российской певицы Ёлки, выпущенная в цифровом формате 3 июня 2016 года лейблом Velvet Music. Песня была написана Станиславом Бутовским, и записана Ёлкой в 2016 году. Продюсерами сингла выступили Алёна Михайлова и Лиана Меладзе.

## Предыстория
Песня была записана в жанре поп-музыка певицей Ёлкой в 2016 году в одной из московских студий звукозаписи. Автором музыки и текста является Станислав Бутовски. Песня была выпущена в цифровом формате 3 июня 2016 года лейблом Velvet Music в iTunes Store. Продюсерами сингла при его записи выступили Алёна Михайлова и Лиана Меладзе. Ёлка призналась, что записывать песню было трудно, но довольно весело. Впервые, Ёлка исполнила песню в живом исполнении на концерте в саду Эрмитаж, город Москва 2 июня 2016 года. Также, релиз песни состоялся на музыкальной онлайн-платформе SoundCloud. Сама Ёлка прокомментировала песню:

Для меня самым важным показателем в любой, а тем более в моей песне — это та самая первая эмоция, которую я испытываю при прослушивании. Как правило, первые мурашки, они самые честные, они никогда не подводят. Песню «Навсегда» было сложно записывать, я не могла перестать улыбаться. И если люди поймают то самое мое настроение и улыбку - это самое большое счастье для меня.
— Ёлка
В июне 2016 года, песня была исполнена певицей Ёлкой в российской телепередаче «Вечерний Ургант». В июле состоялся релиз музыкального видео на песню.

## Список композиций
- Цифровой сингл[1]

| №  | Название   | Автор(ы)            | Длительность |
| -- | ---------- | ------------------- | ------------ |
| 1. | «Навсегда» | Станислав Бутовский | 3:30         |

## История релиза
| Страна | Дата        | Формат | Лейбл        |
| ------ | ----------- | ------ | ------------ |
| Россия | 2 июня 2016 | ЦД     | Velvet Music |
| СНГ    | 3 июня 2016 | ЦД     | Velvet Music |